# یو یونگ چول
یو یونگ چول (به کره‌ای: 유영철؛ زاده ۱۸ آوریل ۱۹۷۰) یک قاتل زنجیره‌ای جنسی و آدم‌خوار کره‌ای است که خود به آن اعتراف کرده‌است. پس از اعتراف او به قتل چندین نفر، که عمدتاً کارگران جنسی و پیرزنان ثروتمند بودند، دادگاه ناحیه مرکزی سئول او را به ۲۰ قتل محکوم کرد.
اگر چه یکی از پرونده‌ها زمانی که مشخص شد توسط یک قاتل زنجیره‌ای دیگر به نام جونگ نام-گیو انجام شده، رد شد. یو سه نفر را سوزاند و حداقل ۱۱ نفر از قربانیان خود را مثله کرد و اعتراف کرد که جگر برخی از آنها را خورده‌است. او جنایات خود را بین سپتامبر ۲۰۰۳ تا ژوئیه ۲۰۰۴ انجام داد و در ۱۵ ژوئیه ۲۰۰۴ دستگیر شد. یو انگیزه خود را در مقابل دوربین تلویزیونی توضیح داد و گفت:
«زنان نباید شلخته باشند و ثروتمندان باید بدانند چه کرده‌اند.»
یو در سال ۱۹۹۲ ازدواج کرده بود و صاحب یک پسر شد. او قبلاً ۱۴ بار به اتهامات مختلف محکوم شده بود و در مجموع هفت سال قبل از قتل‌های خود در زندان گذرانده بود.